# Świdermajer

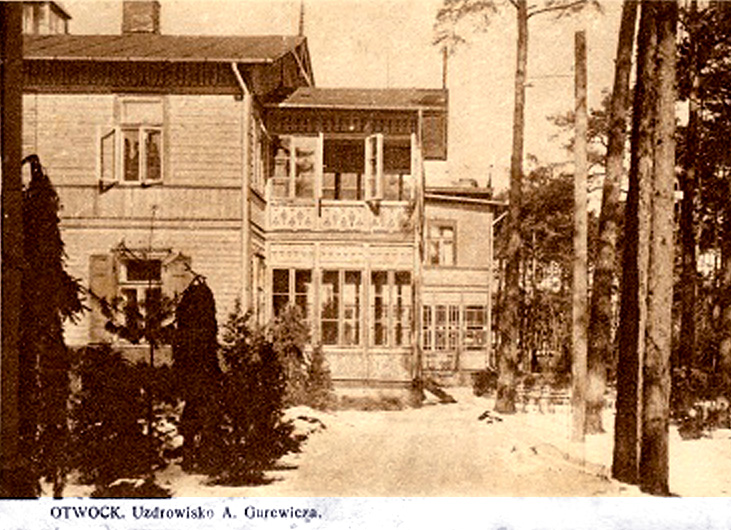
Sanatorium Gurewicza w stylu świdermajer w Otwocku

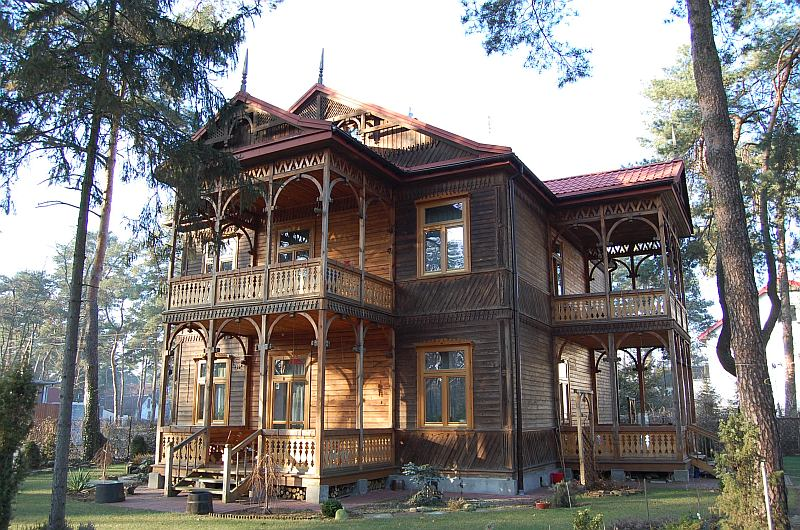
Willa „Lodusieńka” przy ul. Herbacianej 6 w Radości

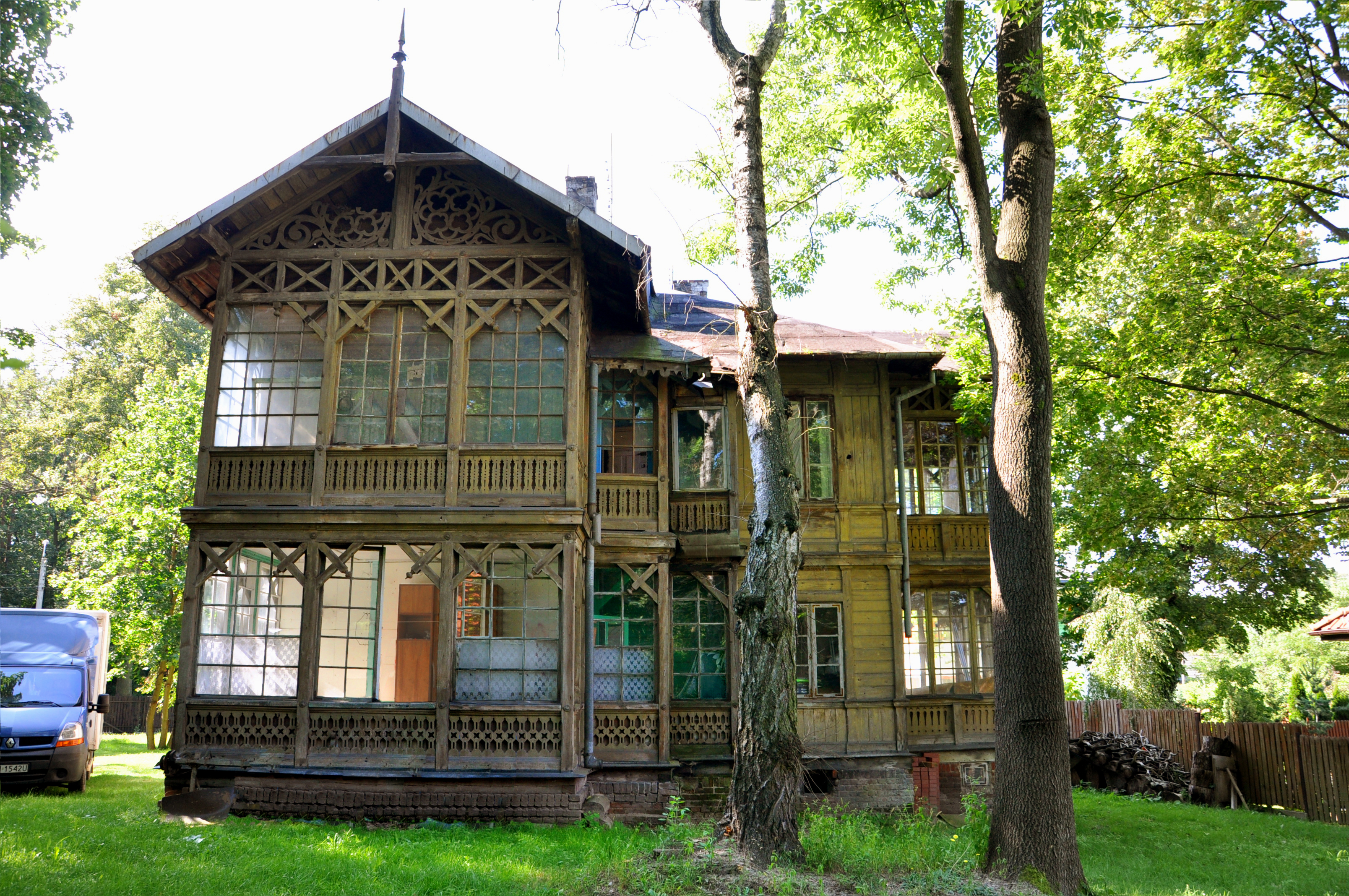
Zabytkowa drewniana willa letniskowa w stylu nadświdrzańskim znajdująca się na warszawskiej Białołęce przy ul. Fletniowej 2

Świdermajer, styl nadświdrzański – nazwa drewnianej architektury letniskowej powstającej na przełomie XIX i XX wieku na południowy wschód od Warszawy, wzdłuż Drogi Żelaznej Nadwiślańskiej (Kolei Nadwiślańskiej) na tzw. linii otwockiej w letniskach: Anin, Międzylesie, Radość, Zbójna Góra, Miedzeszyn, Falenica, Emilianów, Michalin, Józefów, Świder (Letniska Falenickie) oraz w letnisku, a następnie Otwocku.

## Opis
Twórcą tego stylu budownictwa był Michał Elwiro Andriolli, mieszkający od 1880 w osadzie położonej po obu brzegach rzeki Świder. Osada w 1883 r. oficjalnie przyjęła nazwę Brzegi.
Styl ma elementy tradycyjnego budownictwa mazowieckiego o lekkiej konstrukcji i bogato zdobionych pawilonach, inspirowanych warszawską Wystawą Rolno-Przemysłową z roku 1885. Andriolli sprowadził do Brzegów kilka eksponowanych na wystawie domów. Bolesław Prus pisał o nich: „Są to cacka, jakich Warszawa jeszcze nie widziała w tej ilości i rozmaitości. Każdy z nich bawi oko piękną formą, sztukaterią, rzeźbieniami, tapicerskimi ozdobami albo żywą barwą”.
Główna bryła budynku kształtowana pod wpływem architektury szwajcarskiej, która w Europie stała się bardzo popularna po wystawie światowej w Wiedniu w 1873. Andriolli wzbogacił formę o werandy i przedsionki zaczerpnięte z architektury schronisk alpejskich i rosyjskich daczy. Dla stylu charakterystyczne są drewniane ażurowe zdobienia werand i ganków, szpiczaste zwieńczenia dachów.
Drewniane budynki często padają ofiarą pożarów.

## Nazwa
Nazwę „świdermajer”, jako żartobliwie podobną do nazwy biedermeier, wymyślił Konstanty Ildefons Gałczyński w wierszu Wycieczka do Świdra:

/.../
Jest willowa miejscowość,
nazywa się groźnie Świder,
rzeczka tej samej nazwy
lśni za willami w tyle;
tutaj nocą sierpniową,
gdy pod gwiazdami idę,
spadają niektóre gwiazdy,
ale nie na te wille,
spadają bez eksplozji
na biedną głowę moją,
a wille w stylu groźnym
tak jak stały, tak stoją -
dzień i noc; i znów nocą
nikły blask je oświetla;
cóż im "Concerto grosso"
Fryderyka Jerzego Haendla!
Te wille, jak wójt podaje,
są w stylu "świdermajer". 
/.../

{{Cytat}} Linki zewnętrzne: "źródło".

## Upamiętnienie
Od 2010 roku organizowany jest Festiwal Świdermajer, promujący drewnianą architekturę na linii otwockiej. Jego organizatorami są: Towarzystwo Przyjaciół Otwocka, Wawerskie Centrum Kultury i Miejski Ośrodek Kultury w Józefowie. 